# Hieronymus Christian Krohn
Hieronymus Christian Krohn (* 26. Dezember 1843 in Hamburg; † 27. Juni 1910 ebenda) war ein deutscher Landschafts-, Genre- und Porträtmaler sowie Kunstgewerbler.

## Leben
Hieronymus Christian Krohn wurde 1843 in Hamburg geboren als Sohn des gleichnamigen Kaufmanns H. Chr. Krohn und dessen Frau Johanna Apollonia, geb. Hoefft. Er war von 1864 bis 1870 Schüler von Ferdinand Pauwels und Bernhard Plockhorst an der Kunstschule in Weimar und dort dann weiter tätig. 1870 bis 1872 bereiste er Italien, wo er u. a. für den Kunsthistoriker Karl Woermann in Rom hellenistische Wandgemälde kopierte. Studienreisen führten ihn auch in die Niederlande. Ab den 1880er Jahren lebte er wieder in Hamburg. In den 1870er Jahren beteiligte er sich mit seinen Werken mehrfach an den Ausstellungen der Königlichen Akademie der Künste in Berlin. Er war Mitglied im Hamburger Künstlerverein von 1832. Sein Nachlass wurde auf zwei Auktionen versteigert: Im Oktober 1910 im Hamburger Auktionshaus L. Bock & Sohn sowie 1923 beim Auktionshaus G. Adolf Pohl, ebenfalls in Hamburg. Die Hamburger Kunsthalle besitzt einige Aquarelle Krohns. Zu seinen Werken zählten neben Landschaften, Genreszenen und Porträts auch Stadtansichten sowie kunstgewerbliche Arbeiten. Krohn blieb unverheiratet. Er verstarb in seinem 67. Lebensjahr im Allgemeinen Krankenhaus Hamburg-Eppendorf.

„In Farbe, Linie, Stimmung nähern sich diese vor etwa 50 Jahren geschaffenen Werke der heutigen Düsseldorfer Schule. Wenn es nun auch zu weit gehen dürfte, Krohn als Vorläufer der jetzigen Düsseldorfer Richtung hinzustellen; interessant und bemerkenswert ist es doch, daß sich diese Parallelen ohne sonderliche Mühe auffinden lassen.“

## Werke (Auswahl)
- In den Bädern des Tiberius auf Capri, 1872
- Vorsündfluthlich, 1872
- In den Rosen, Genrebild, 1874
- Mädchen von Capri, 1876
- Die vier Jahreszeiten, 1877. Vier Ölgemälde, in Gemeinschaft mit Franz Gustav Arndt ausgeführt für den Speisesaal des Hamburger Kunstfreundes, Konsul Eduard Friedrich Weber (1830–1907).[6][7]